# Charles H. Bonesteel III

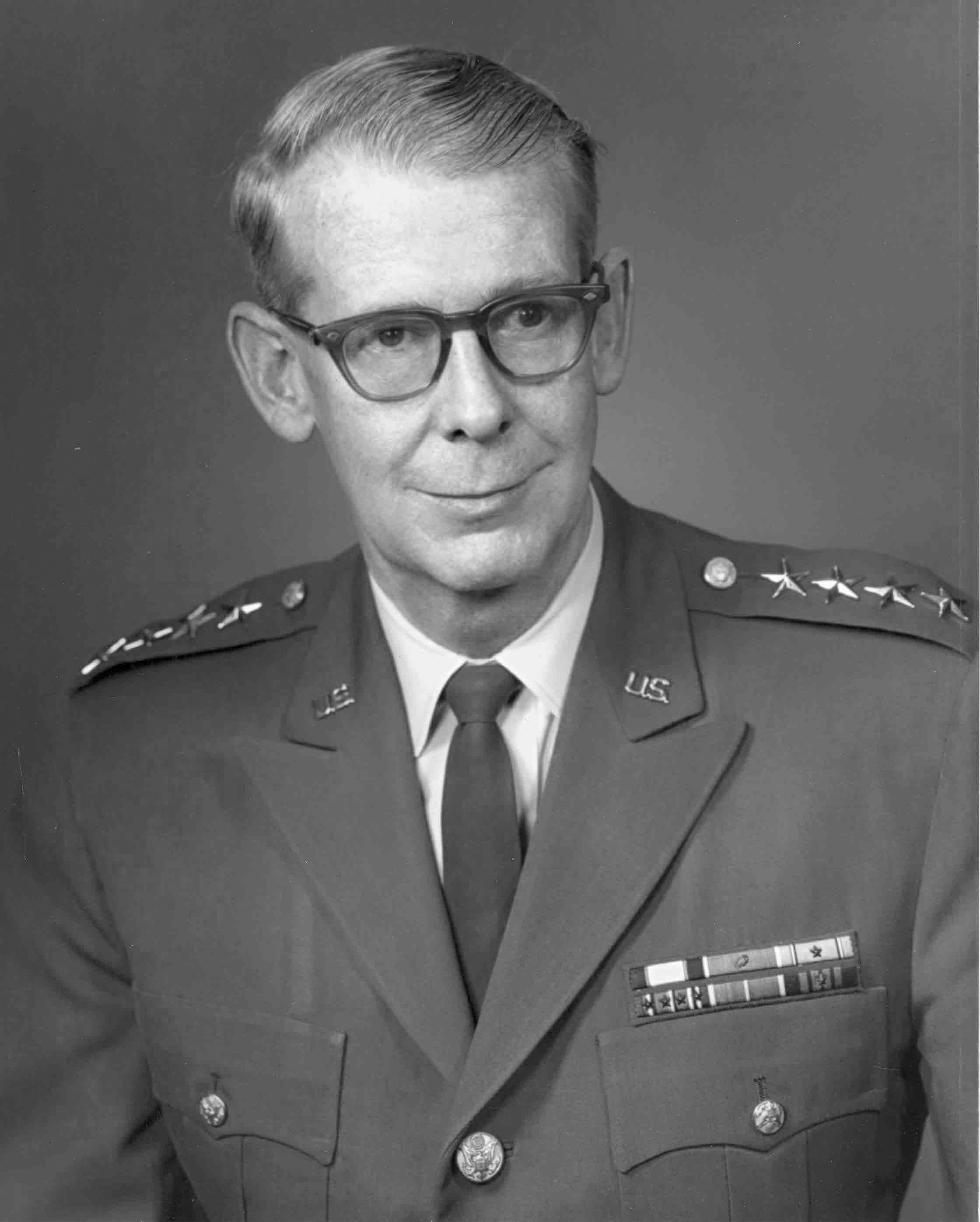
Charles H. Bonesteel III

Charles Hartwell Bonesteel III  (* 26. September 1909 in Plattsburgh, Clinton County, New York; † 13. Oktober 1977 in Alexandria, Virginia) war ein Viersterne-General der United States Army. Er war unter anderem Kommandeur der 8. Armee.
Bonesteel war der Sohn von Charles H. Bonesteel Jr. (1885–1964) und dessen Frau Caroline Hudson Bonesteel (1885–1965). In seiner Jugend war Charles Bonesteel ein engagierter Pfadfinder. Bei den Boy Scouts of America erreichte er den höchsten zu vergebenen Rang eines Eagle Scouts. In den Jahren 1928 bis 1931 absolvierte er die United States Military Academy in West Point. Damit folgte er einer Familientradition, denn Mitglieder der drei vorhergehenden Generationen seiner Familie hatten ebenfalls an dieser Akademie studiert. Nach seinem Abschluss im Jahr 1931 wurde er als Leutnant dem United States Army Corps of Engineers zugeteilt. In der Armee durchlief er anschließend alle Offiziersränge vom Leutnant bis zum Viersternegeneral.
Mit Hilfe eines Rhodes-Stipendiums unter Billigung seiner Vorgesetzten konnte Bonesteel an der University of Oxford in England bis 1934 die Fächer Politik, Philosophie und Wirtschaft studieren. In den folgenden Jahren setze er seine Laufbahn beim Militär fort. Er war sowohl im aktiven Dienst als auch im Stabsdienst tätig. Noch vor dem amerikanischen Eintritt in den Zweiten Weltkrieg wurde Bonesteel im Frühjahr 1941 nach London beordert, wo er als amerikanischer Beobachter das Kriegsgeschehen in Europa analysierte.
Nach dem amerikanischen Kriegseintritt im Dezember 1941 wurde Bonesteel zunächst auf dem europäischen Kriegsschauplatz eingesetzt. Er wurde zuerst nach England versetzt und tat später in Nordafrika, Sizilien und Frankreich Dienst. Er war an der Landung auf Sizilien beteiligt und gehörte zum Planungsteam der Operation Overlord, der Landung der Alliierten in der Normandie am 6. Juni 1944. Den weiteren Verlauf des Krieges verbracht er als Stabsoffizier im Kriegsministerium in Washington D.C.
Bonesteel gehörte der amerikanischen Delegation bei der Gründung der Vereinten Nationen im Sommer 1945 in San Francisco an. Er war auch an der Erarbeitung und Umsetzung des Marshallplans beteiligt. Von 1946 bis 1948 war er Mitglied im Stab von W. Averell Harriman, dem Koordinator des Marshallplans. Später gehört er zum Planungsteam des Nationalen Sicherheitsrats (planning board of the National Security Council). Außerdem wurde er noch in verschiedenen anderen Stellungen als Stabsoffizier verwendet.
Zwischen April und Mai 1957 war Bonesteel als Brigadegeneral kommissarischer Kommandeur der 24. Infanteriedivision. Im Mai 1961 übernahm er, nun als Generalmajor ganz offiziell, das Kommando über diese Division, das er bis zum April 1962 innehatte. Anschließend wurde er zum Generalleutnant befördert und mit dem Oberbefehl über das VII. Corps betraut. Dieses Kommando führte er zwischen April 1962 und August 1963. Sein letztes Kommando führte ihn nach Asien, wo er als Viersternegeneral in den Jahren 1966 bis 1969 in Südkorea in Personalunion die 8. Armee, das United Nations Command und die United States Forces Korea kommandierte. Diese Zeit war von Spannungen in der Region geprägt, die auch, aber nicht ausschließlich, mit dem USS-Pueblo-Zwischenfall zusammenhingen. Nach dem Ende seines Kommandos in Südkorea ging er in den Ruhestand.
Charles Bonesteel war mit Alice Pratt verheiratet, mit der er mindestens einen Sohn hatte. Er starb am 13. Oktober 1977 in Alexandria in Virginia und wurde auf dem Nationalfriedhof Arlington beigesetzt.

## Orden und Auszeichnungen
Hartwell Bonesteel erhielt im Lauf seiner militärischen Laufbahn unter anderem folgende Auszeichnungen:
- Army Distinguished Service Medal (2-Mal)
- Legion of Merit (zweimal)